# نیروی هوایی نیجریه
نیروی هوایی نیجریه (به انگلیسی: Nigerian Air Force) شاخه هوایی نیروهای مسلح نیجریه است. این نیرو یکی از بزرگترین نیروهای هوایی در آفریقا است و شامل حدود ۱۵۰۰۰ نفر پرسنل و هواپیماهایی شامل ۸ فروند چنگدو جی-۷ چینی، ۱۳ فروند داسو/دورنیه آلفا جت و سفارش تعدادی هواپیمای ترابری، هلیکوپتر و پهپاد نیز انجام گردیده‌است.

## هواپیماها

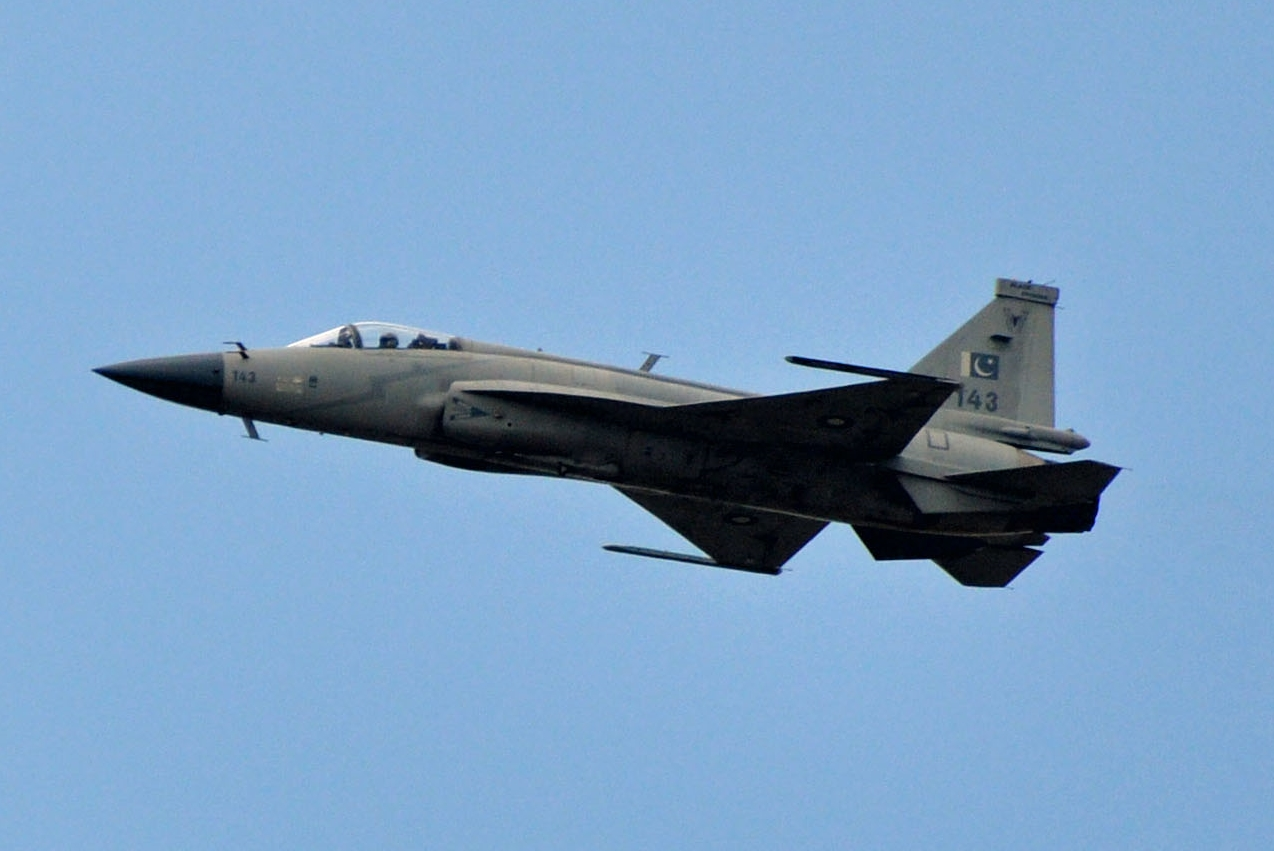
جی‌اف-۱۷ تاندر

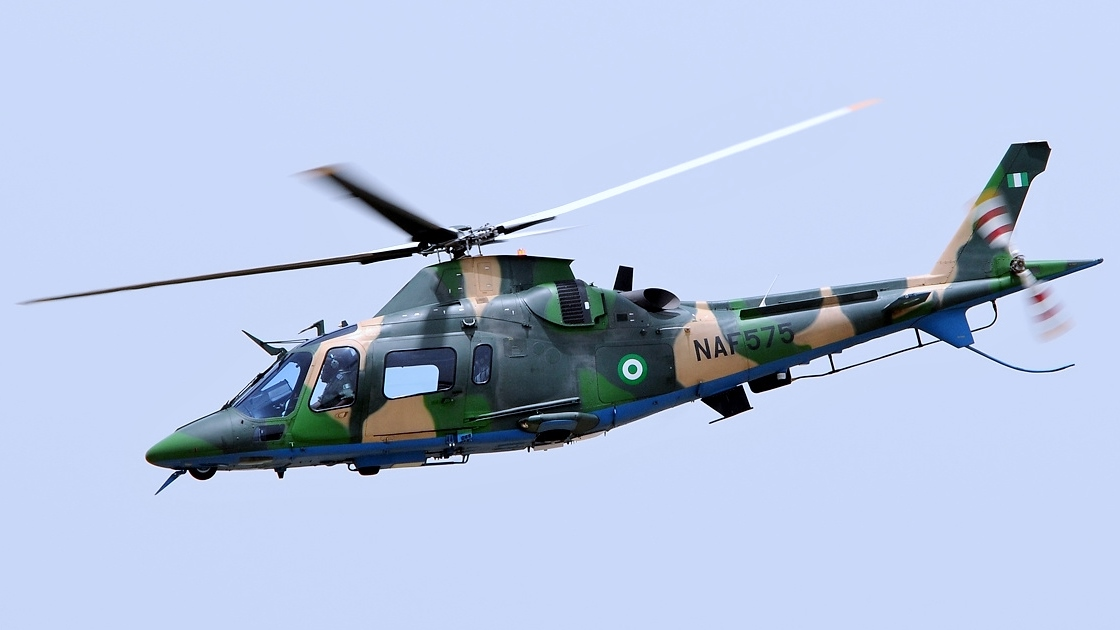
یک بالگرد آگوستاوستلند ای‌دابلیو۱۳۹

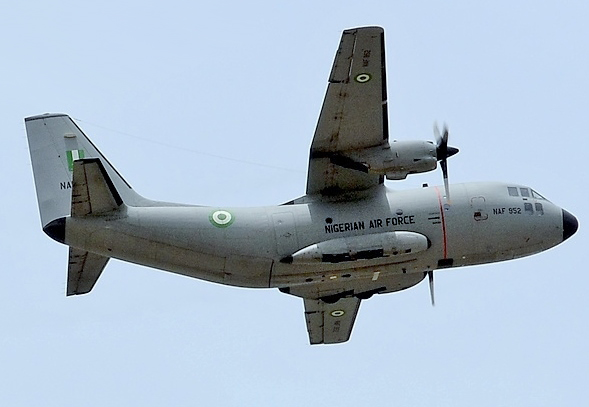
یک NAF Alenia G-222

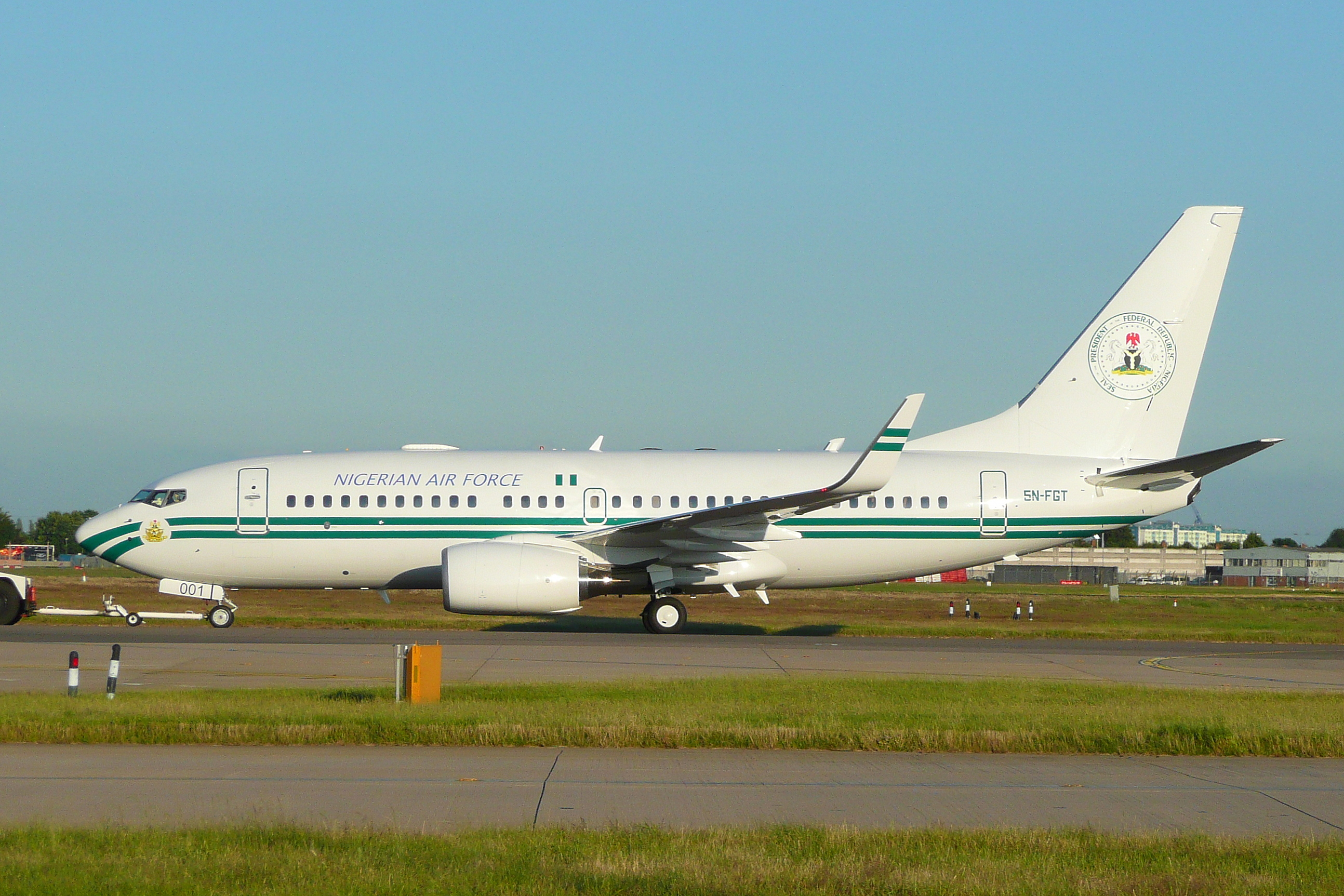
یک بوئینگ ۷۳۷ وی آی پی

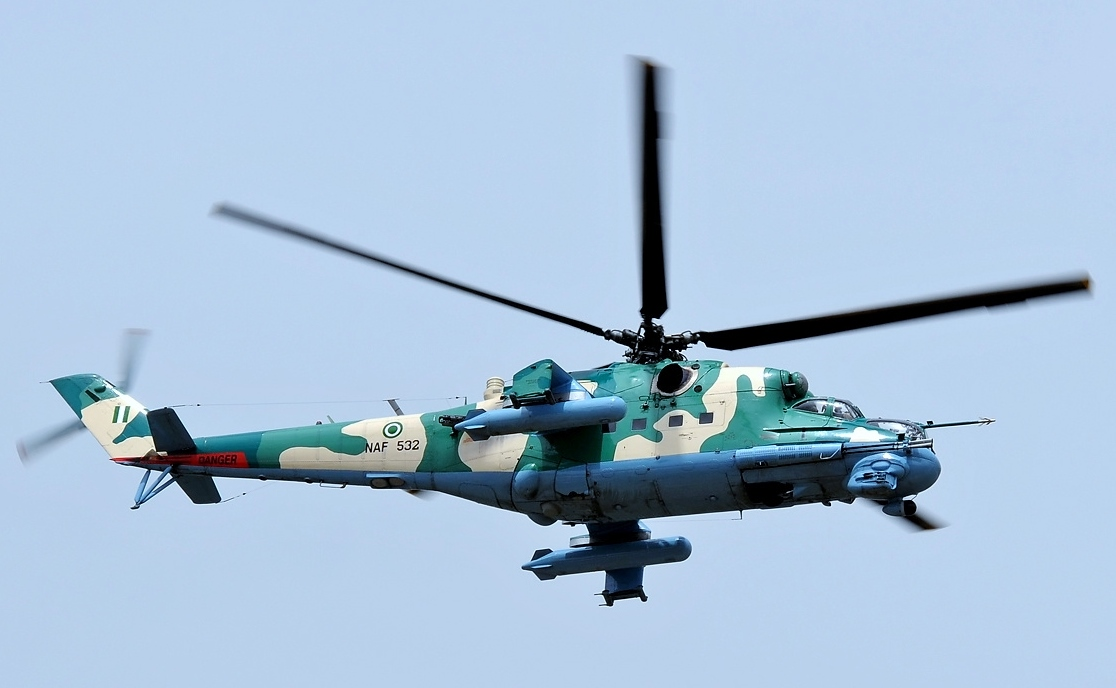
یک میل -۲۴ نیجریه ای